# 상동시외버스터미널
상동시외버스터미널은 강원특별자치도 영월군 상동읍에 위치한 버스터미널이다.